# 게이트 순환 유닛
게이트 순환 유닛(Gated recurrent unit, GRU)은 한국인인 뉴욕대학교 조경현 교수가 제안한 순환 신경망이다. 장단기 메모리(LSTM)와 달리 출력 게이트가 없는 간단한 구조를 가진다.
GRU는 특정 기능을 입력하거나 잊어버리는 게이팅 메커니즘을 갖춘 장단기 메모리(LSTM)와 비슷하지만 컨텍스트 벡터나 출력 게이트가 부족하여 LSTM보다 매개변수가 적다. 다성 음악 모델링, 음성 신호 모델링 및 자연어 처리의 특정 작업에 대한 GRU의 성능은 LSTM의 성능과 유사한 것으로 밝혀졌다. GRU는 게이팅이 일반적으로 실제로 도움이 된다는 것을 보여 주었지만 요슈아 벤지오 팀은 두 게이팅 유닛 중 어느 것이 더 나은지에 대한 구체적인 결론을 내리지 못했다.